# Elephant Notes
『Elephant Notes』（エレファント・ノーツ）は、彩音の2枚目のオリジナルアルバム。2008年8月6日に5pb.Recordsから発売された。内訳としてシングル6曲・コンピレーション収録3曲・初収録5曲の全14曲が収録されている。

## 収録曲
1. キミが居た証拠に（4分52秒）
  - PS2ゲーム『Memories Off #5 encore』主題歌

作詞・作曲：志倉千代丸、編曲：磯江俊道
2. Lunatic Tears…（5分40秒）
  - PCゲーム『11eyes -罪と罰と贖いの少女-』オープニングテーマ

作詞：彩音、作曲・編曲：Tatsh
3. DOLPHIN☆JET（4分10秒）
  - TVアニメ『ケンコー全裸系水泳部 ウミショー』オープニングテーマ

作詞・作曲：志倉千代丸、編曲：上野浩司
4. Everlasting Sky （4分19秒）
  - PS2ゲーム『Que 〜エンシェントリーフの妖精〜』エンディングテーマ

作詞・作曲：志倉千代丸、編曲：磯江俊道
5. ribbon（5分02秒）
  - PS2ゲーム『Memories Off After Rain』オープニングテーマ

作詞・作曲：志倉千代丸、編曲：上野浩司
6. 太陽と海のメロディ（3分46秒）
  - PS2ゲーム『この青空に約束を-〜melody of the sun and sea〜』主題歌

作詞：ASAKI、作曲：なるちょ、編曲：大山曜
7. 雫（5分41秒）
  - PCゲーム『屋根づたいの君へ』エンディングテーマ

作詞・作曲：彩音、編曲：FUZE☆FUNK
8. 永遠のメモリーズ（4分47秒）
  - PSPゲーム『Memories Off』主題歌
  - PSPゲーム『Memories Off 2nd』主題歌

作詞：彩音、作曲・編曲：Tatsh
9. cloudier sky（4分37秒）
  - TVアニメ『AYAKASHI』オープニングテーマ

作詞・作曲：志倉千代丸、編曲：磯江俊道
10. New Breeze（4分31秒）
  - PS2ゲーム『ウミショー』エンディングテーマ

作詞：海野真司、作曲・編曲：上野浩司
11. Close Your Eyes（5分13秒）
  - PCゲーム『G線上の魔王』挿入歌

作詞・作曲：志倉千代丸、編曲：磯江俊道
12. 君の描片〜キミノカケラ〜（4分16秒）
  - PSPゲーム『想い出にかわる君 〜Memories Off〜』オープニングテーマ
  - PSPゲーム『Memories Off 〜それから〜』オープニングテーマ

作詞：彩音、作曲・編曲：Tatsh
13. KIZUNA〜絆（4分15秒）
  - TVアニメ『W〜ウィッシュ〜』オープニングテーマ

作詞：彩音、作曲・編曲：TARAWO
14. プリミディア（5分03秒）
  - PS2ゲーム『Memories Off 6 〜T-wave〜』エンディングテーマ

作詞・作曲：志倉千代丸、編曲：磯江俊道